# Bob Reeves
Bob Reeves (28 de janeiro de 1892 - 12 de abril de 1960), muitas vezes creditado como Robert Reeves, foi um dublê e ator de cinema estadunidense que iniciou sua carreira na era do cinema mudo, continuou a atuar na era sonora, aparecendo em 304 filmes entre 1919 e 1960. Foi dublê em 20 filmes, entre 1931 e 1959.

## Biografia
Campeão de rodeios, seu primeiro filme foi o seriado Elmo the Mighty, em 1919, pela Great Western Producing Company, em um pequeno papel ao lado de Elmo Lincoln e Grace Cunard. Em seguida atuou como protagonista no seriado The Great Radium Mystery, também em 1919, ao lado de Cleo Madison e Eileen Sedgwick. Atuou na grande maioria das vezes em papéis secundários, em vários seriados e filmes na era muda, inclusive em The Indians Are Coming, em 1930, primeiro seriado sonoro, pela Universal Pictures.
Seus papéis eram principalmente em Westerns, mas atuou em pequenos papéis não creditados em filmes importantes como The Grapes of Wrath, em 1940, e Prince of Players, em 1955. Na era sonora sua carreira foi declinando e passou a atuar não creditado, e muitas vezes apenas como dublê, numa carreira que se estendeu até o fim de sua vida, em 1960. Nos anos 1950, chegou a atuar em séries para a televisão, tais como Racket Squad, Bat Masterson, Maverick e Adventures of Superman, entre outros.
Seu último filme foi Heller in Pink Tights, em 1960, em um pequeno papel não creditado. Algumas cenas de arquivo em que atuou foram usadas em filmes, tais como no seriado Winners of the West, em 1940, e no filme feito para TV Missile Base at Taniak, lançado em 1966, seis anos após sua morte.
Bob Reeves faleceu aos 68 anos em Hollywood, e foi sepultado no Pierce Brothers Valhalla Memorial Park.

## Filmografia parcial
- Elmo the Mighty (1919)
- The Great Radium Mystery (1919)
- Finger Prints (1920)
- The Flaming Disc (1920)
- The Thrill Chaser (1923)
- The Docks of New York (1928)
- The Lone Defender (1930)
- The Lightning Express (1930)
- The Indians Are Coming (1930)
- The Vanishing Legion (1931)
- The Lightning Warrior (1931)
- Battling with Buffalo Bill (1931)
- The Airmail Mystery (1932)
- Thrill Hunter (1933)
- Fighting with Kit Carson (1933)
- Gordon of Ghost City (1933)
- The Invisible Man (1933)
- The Thin Man (1934)
- The Law of the Wild (1934)
- The Phantom Rider (1936)
- Dick Tracy (1937)
- The Grapes of Wrath (1940)
- Buck Privates (1941)
- Footsteps in the Dark (1941)
- Dick Tracy vs. Crime, Inc. (1941)
- In Old California (1942)
- Bowery at Midnight (1942)
- Pittsburgh (1942)
- Once Upon a Time (1944)
- Miracle on 34th Street (1947)
- The Black Widow (1947)
- Adventures of Frank and Jesse James (1948)
- Ghost of Zorro (1949)
- The Fountainhead (1949)
- Desperadoes of the West (1950)
- Don Daredevil Rides Again (1951)
- The Lusty Men (1952)
- Canadian Mounties vs. Atomic Invaders (1953)
- Prince of Players (1955)
- Trial (1955)
- Around the World in Eighty Days (1956)
- The Tin Star (1957)
- Cowboy (1958)
- The Sheepman (1958)
- Heller in Pink Tights (1960)